# Церква Перенесення мощей святого Миколая (Олексинці)
Церква Перенесення мощей святого Миколая в Олексинцях — парафія і храм греко-католицької громади Борщівського деканату Бучацької єпархії Української греко-католицької церкви в селі Олексинці Чортківського району Тернопільської области.

## Історія церкви
Нині діюча церква в Олексинцях була збудована й освячена 22 травня 1881 року. До цього в селі існував старий храм, де проводилися богослужіння для греко-католицької громади.
З 1965 по осінь 1966 року державна влада закрила церкву. Після її відкриття богослужіння проводилися лише кілька тижнів.
У 1990 році село конфесійно розділилося на греко-католиків та православних. Храм залишився у власності православної громади, яка сьогодні належить до ПЦУ. Греко-католицька парафія, втративши свою церкву, була змушена проводити богослужіння спочатку біля воріт колишнього храму, а згодом у каплиці.
10 травня 2021 року відбулося освячення нової церкви, яке здійснив єпископ Дмитро Григорак. Основними жертводавцями стали уродженець села Костянтин Грицюк та місцеві парафіяни.
При парафії діє братство «Апостольство молитви».

## Парохи
- о. Йосиф Шашкевич (до 1865),
- о. Петро Гіль (1865—1904),
- о. Михайло Дроздовський (1904—1955),
- о. Ковпак (1955—1956),
- о. Володимир Герус (1956—1958),
- о. Бибик (1958),
- о. Семен Посвятивський (1958—1964),
- о. Богдан Кирич,
- о. Володимир Чиж (1966—1970),
- о. Бибик (1971),
- о. Богдан Кужіль (1972—1975),
- о. Степан Щиголь (1975—1979),
- о. Степан Грох (1979—1986),
- о. Михайло Галайцьо (1986—1987),
- о. Роман Гриджук (1987—1988),
- о. Іван Сіверський (1988),
- о. Микола Паскевич (1988—1990),
- о. Михайло Гаюк (1990),
- о. Іван Сеньків (1990—1992),
- о. Іван Сапала (1992—1993),
- о. Михайло Марущак (1993—2001),
- о. Дмитро Шавара (2001—2004),
- о. Роман Савич (2004—2012),
- о. Ярослав Капулов (з 2012).